# Arthur Vichot
Arthur Vichot (ur. 26 listopada 1988 w Colombier-Fontaine) – francuski kolarz szosowy, zawodnik należącej do dywizji UCI WorldTeams drużyny FDJ.

## Najważniejsze osiągnięcia
2010
- 1. miejsce na 2. etapie Paris–Corrèze

2011
- 1. miejsce w Les Boucles du Sud Ardèche
- 8. miejsce w Grand Prix Cycliste de Montréal

2012
- 3. miejsce w Grand Prix d'Ouverture La Marseillaise
- 1. miejsce w Tour du Doubs
- 1. miejsce na 5. etapie Critérium du Dauphiné

2013
- 1. miejsce w Tour du Haut Var
- 1. miejsce w mistrzostwach Francji w wyścigu ze startu wspólnego
- 2. miejsce w Grand Prix Cycliste de Québec

2014
- 3. miejsce w Paryż-Nicea
  - 1. miejsce na 8. etapie
- 3. miejsce w GP Ouest-France

2016
 1. miejsce w mistrzostwach Francji w wyścigu ze startu wspólnego
2018
- 10. miejsce w Tour de Suisse